# گئورگی شارواشیدزه
''گئورگی شارواشیدزه (گرجی: გიორგი შარვაშიძე؛ زادهٔ ۲۵ آوریل ۱۹۶۳) یک دانشمند، و دیپلمات اهل گرجستان است که از تاریخ ۲۰۲۳ تا کنون سمت سفیر گرجستان در ارمنستان را برعهده دارد. وی پیشتر رئیس دانشگاه دولتی تفلیس بود.

## زندگی‌نامه
در ۲۵ آوریل ۱۹۶۳ در تفلیس به دنیا آمد و از دانشگاه دولتی تفلیس فارغ‌التحصیل شد. 